# Asiatisk skumbogroda
Asiatisk skumbogroda (Polypedates leucomystax) är en groda från Östasien.

## Beskrivning
Den asiatiska skumbogrodan är en tämligen liten lövgroda som är färgad i olika nyanser av grågrönt / brunt, från ljusa, gul- eller rödbruna (mera ovanligt) till grå- och mörkbruna. Fläckiga och strimmiga mönster (ofta i form av 4 strimmor längs ryggen) är det vanligaste. Helt enfärgade grodor är mindre förekommande, utom i populationen på Bali.  Huden på ovansidan är slät, på den vit- till gulaktiga buksidan är den grynig. Fötterna har tydliga, stora tådynor som vanligt hos lövgrodor. Trumhinnan är tydlig, något mindre än ögat. Längden varierar mellan 3,7 och 5 cm för hanar, 5,7 till 7,5 cm för honor.

## Utbredning
Den asiatiska skumbogrodann finns från nordöstra  Indien, Bangladesh, sparsamt i Nepal, södra Kina (västra Yunnanprovinsen), i Singapore, Thailand (bland annat Phuket), Laos, Vietnam, Malaysia, Myanmar (Burma), Borneo, Mentawai, Sumatra, Java, Sulawesi, Bali, Lombok, Natuna- och Anambasöarna, Sumbawa, Sumba, Flores, Timor och ett flertal mindre sydöstasiatiska öar. Förmodad förekomst i Bhutan är inte bekräftad. Den är dessutom införd till Filippinerna, Nya Guinea och Japan.

## Ekologi
Grodan återfinns i många miljöer, gärna människopåverkade, som strandängar, diken, odlad mark, dammar, sjöar, trädgårdar (kan även gå in i husen) samt skogsbryn. I bergen kan den gå upp till 1 500 m. Förekomst bland mera urbaniserade områden, som större städer, är inte ovanlig. Den uppehåller sig gärna nära vatten, ofta 1 till 3 m upp i vegetationen på blad och grenar.

### Fortplantning
I fuktiga delar av utbredningsområdet kan grodan leka året runt. I torrare delar inskränker sig i regel lektiden till början av regnperioden. Leken sker vid stillastående eller långsamt flytande vatten, dit hanarna först anländer och ropar på honorna med ett nasalt kväkande. Ofta kan även människoskapade konstruktioner, som vattentankar i stål eller betong användas. Honan lägger mellan 100 och 400 ägg i ett skyddande skumbo som är fäst i vegetation eller andra föremål ovan vattenytan. Äggen kläcks efter 3 till 4 dagar, varvid grodynglen faller ner i vattnet. De utvecklas till färdiga grodor på omkring 7 veckor.